# The Best in the World
Albums de Alyssa Milano
Alyssa Locked Inside a Dream
The Best in the World est le titre du troisième album d'Alyssa Milano sorti le 21 février 1990.

## Les chansons
| #  | Titre                                                     | Durée |
| -- | --------------------------------------------------------- | ----- |
| 1. | « The Best In The World » (Joey Carbone, Dennis Belfield) | 4:07  |
| 2. | « Straight To The Top » (Joey Carbone, Dennis Belfield)   | 5:24  |
| 3. | « I Had A Dream » (Joey Carbone, Dennis Belfield)         | 5:40  |
| 4. | « Look In My Heart » (Joey Carbone, Dennis Belfield)      | 6:07  |
| 5. | « I Just Wanna Be Loved » (Joey Carbone, Dennis Belfield) | 5:54  |
| 6. | « Happiness » (Joey Carbone, Tom Milano, Mark Davis)      | 5:57  |
| 7. | "What A Feeling"(Joey Carbone, Dennis Belfield)           | 6:33  |

## Les singles
| #  | Titre                     | B-Side      | Format | Date |
| -- | ------------------------- | ----------- | ------ | ---- |
| 1. | « The Best In The World » | « Destiny » | 3" CD  | 1990 |